# Košarkaški klub Brod
Il K.K. Brod (noto anche come K.K. Đuro Đaković per ragioni di sponsorizzazione) è una società di pallacanestro croata sita a Slavonski Brod e militante nella massima divisione croata. Fu fondata nel 1946 e nota nel corso degli anni anche con le denominazioni di Svjetlost Brod e Brod-Svjetlost. Dal 2012 è nota col nome della locale industria metalmeccanica Đuro Đaković.
Disputa le partite interne allo Sportska dvorana Vijuš, palazzetto capace di ospitare 2.200 spettatori.